# Marius Hansen
Aage Marius Hansen (Dråby, 27 settembre 1890 – Sæby, 5 maggio 1980) è stato un ginnasta danese, vincitore della medaglia di bronzo nel Concorso libero a squadre a Stoccolma 1912.

## Palmarès

### Giochi olimpici
- 1 medaglia:
  - 1 bronzo (Concorso libero a squadre a Stoccolma 1912)